# Mike Owusu
Mike Owusu (* 20. Mai 1995 in Berlin, Deutschland) ist ein deutsch-ghanaischer Fußballspieler. 

## Karriere
Mike Owusu wurde in seiner Heimatstadt Berlin ab der U-17 bei Hertha BSC ausgebildet. Er wurde bevorzugt als hängende Spitze oder im offensiven Mittelfeld und kam in den vergangenen drei Spielzeiten für die Bundesliga-Reserve in der Regionalliga Nordost zum Einsatz. Zudem trainierte er regelmäßig bei den Profis mit. In der Saison 2016/17 stand der dribbelstarke Deutsch-Ghanaer 22-mal für Hertha II auf dem Platz, erzielte fünf Tore selbst und bereitete drei weitere vor.
In der Saison 2017/18 wechselte Owusu zum FC Hansa Rostock in die 3. Liga und unterschrieb einen Vertrag bis Sommer 2018 mit Option auf eine weitere Saison. Sein Debüt für Hansa gab er am 1. Spieltag beim Auswärtsspiel gegen die Sportfreunde Lotte (2:0). Owusu erhielt von Hansa-Trainer Pavel Dotchev insgesamt 15 Drittligaeinsätze, einen im DFB-Pokal gegen den Bundesligisten Hertha BSC (0:2) und weitere fünf im Landespokal Mecklenburg-Vorpommerns. Selbigen gewann er im Finale gegen den FC Mecklenburg Schwerin (2:1). Frühzeitig teilte der Verein Hansa Rostock Owusu mit, dass sein Arbeitsverhältnis in Rostock nicht verlängert wird.
Owusu wechselte im Sommer 2018 zum Drittligisten SG Sonnenhof Großaspach. Er unterschrieb einen Kontrakt über ein Jahr plus Option auf eine weitere Spielzeit, die jedoch im Frühjahr 2019 vereinsseitig nicht gezogen wurde.
Seit der Saison 2019/20 spielte Owusu in der Regionalliga West beim SC Fortuna Köln, ehe er zur Saison 2022/23 zum Ligakonkurrenten 1. FC Düren wechselte. Dort traf er am 23. Juli 2022 gleich in seinem ersten Spiel zum 3:1 Endstand gegen den 1. FC Bocholt. Seit Sommer 2023 spielt er beim SV Eintracht Hohkeppel, mit dem er 2024 in die Regionalliga West aufstieg.

## Titel und Erfolge
Hertha BSC U17
- 1× Deutscher B-Jugend Meister (2011/12)[7]

Hansa Rostock
- 1× Landespokalsieger Mecklenburg-Vorpommern (2018)